# أوسكار لينز
أوسكار لينز (بالألمانية: Oskar Lenz) هو جيولوجي نمساوي، ولد في 13 أبريل 1848 في لايبزيغ في ألمانيا، وتوفي في 1 مارس 1925 في Sooß ‏ في النمسا بسبب سكتة.